# 백색의 계절
《백색의 계절》(영어: A Dry White Season)은 미국에서 제작된 외잔 팔시 감독의 1989년 스릴러 드라마 영화이다. 도널드 서덜랜드 등이 출연하였고, 폴라 와인스틴 등이 제작에 참여하였다.

## 출연
- 도널드 서덜랜드
- 재닛 수즈먼
- 수재나 하커
- 로언 엘름스
- 말런 브랜도
- 수전 서랜던
- 위르겐 프로흐노
- 제이크스 모카이
- 레너드 매과이어
- 윈스턴 인쇼나
- 토코 은싱가
- 마이클 갬본
- 로널드 피컵
- 폴 브룩
- 리처드 윌슨
- 존 카니
- 헤라르트 톨런
- 데이비드 더케이저
- 휴 마서킬라

## 기타 제작진
- 협력 제작: 메리 셀웨이
- 배역: 메리 셀웨이
- 미술: 존 페너
- 세트: 피터 제임스
- 분장 부문: 피터 로브킹
- 제작 관리: 로리 킬럴리, 빈센트 윈터
- 조감독: 조너선 벤슨